# Казе Беци (Пистоја)
Казе Беци је насеље у Италији у округу Пистоја, региону Тоскана.
Према процени из 2011. у насељу је живело 7 становника. Насеље се налази на надморској висини од 868 м.